# Joan Josep Guinovart i Cirera
Joan Josep Guinovart i Cirera   (Tarragona, 3 de juliol de 1947 - 1 de gener de 2025) fou un farmacèutic i químic català. Es llicencià en farmàcia i química per la Universitat de Barcelona el 1969, on es va doctorar en bioquímica l'any 1973, amb una tesi sobre l'anàlisi cinètica i la regulació de la glucogen-sintetasa del fetge de granota. Entre 2001 i 2018 va dirigir l'Institut de Recerca Biomèdica de Barcelona.

## Biografia
Especialitzat en bioquímica clínica, un cop doctorat realitzà una estada postdoctoral al departament de farmacologia de la Universitat de Virgínia (1974-1975), on investigà sobre el mecanisme d'acció de la insulina sobre el metabolisme del glucogen, i immediatament després s'incorporà com a professor associat de bioquímica a la facultat de farmàcia de la Universitat de Barcelona (1975-1983). Seguidament passà a formar part del cos de professorat titular de la facultat de veterinària de la Universitat Autònoma de Barcelona (1983-1985), i entre 1986 i 1990 fou catedràtic de bioquímica i biologia molecular de la mateixa institució. A partir de 1990 passà a ocupar la càtedra de la mateixa disciplina de la Universitat de Barcelona, i entre 1992 i 1993 realitzà una estada al departament de bioquímica i biofísica de la Universitat de Califòrnia a San Francisco. Un cop retornat, entre 1995 i 2001 fou el cap del departament de bioquímica i biologia molecular de la Universitat de Barcelona, càrrec que encadenà amb la direcció general del Parc Científic de Barcelona (2001-2002) i amb la fundació i direcció de l'Institut de Recerca Biomèdica de Barcelona (2005-2018).
La seva àrea d'investigació se centrà en el metabolisme del glicogen, amb especial èmfasi en l'estudi de les seves alteracions i la seva relació amb la diabetis i en patologies neurodegeneratives com la malaltia de Lafora. A més, també centrà la seva recerca en el desenvolupament de nous agents antidiabètics, particularment a partir de l'acció del wolframat de sodi.

## Premis i reconeixements
- 1979, 1985: Premi Leandre Cervera de l'Institut d'Estudis Catalans.[2]
- 1983: Premi August Pi i Sunyer de l'Institut d'Estudis Catalans.[2]
- 1996: Premi Novo-Nordisk de la Societat Espanyola de la Diabetis per la seva recerca fonamental sobre la diabetis.[2]
- 1998: Medalla de la Societat Francesa de Bioquímica i Biologia Molecular.[2]
- 1998: Premi Ciutat de Barcelona a la recerca científica.[2]
- 1998: Medalla Narcís Monturiol al mèrit científic.[2]
- 1999: Membre de la Comissió Assessora de Ciència i Tecnologia de la Generalitat de Catalunya.
- 1999: Membre del Consell Assessor per a la Ciència i Tecnologia.
- 2005: Membre honorífic de la Societat Espanyola de Bioquímica i Biologia Molecular.[2]
- 2006: Membre numerari de la Reial Acadèmia de Farmàcia.[1]
- 2006: Membre corresponent de l'Acadèmia de Ciències de Chile.[2]
- 2007: Diploma d'honor de la Federació Europea de Societats de Bioquímica.[2]
- 2007: Fill predilecte de Tarragona
- 2008: Membre del Senat de Tarragona.[4]
- 2014: Creu de Sant Jordi.[5]
- 2015: Premi Gaudí Gresol.[3]
- 2015-2018: President de la Unió Internacional de Bioquímica i Biologia Molecular (IUBMB).[6]

## Publicacions
Algunes de les sevas obres
- Análisi cinético de la glucógeno sintetasa de hígado de rana y su regulación (1973)
- Estudi de les proteïno-quinases independents d'AMP cíclic de fetge de rata (1983)
- La Biomedicina, una àrea de futur per a la farmàcia catalana (2010)